# Atrichum cylindricum
Atrichum cylindricum är en bladmossart som beskrevs av G. L. Smith 1977. Atrichum cylindricum ingår i släktet sågmossor, och familjen Polytrichaceae. Inga underarter finns listade i Catalogue of Life.